# アルベルト・アインシュタイン医学校
アルベルト・アインシュタイン医学校（英: Albert Einstein College of Medicine）は、アメリカ合衆国のニューヨーク州ニューヨークにあるイェシーバー大学の医学校。
新谷弘実や東京慈恵会医科大学の大木隆生らが教授を務めていた。